# Alfred Tysoe
Alfred Ernest Tysoe (Padiham, 21 de março de 1874 – Blackpool, 26 de outubro de 1901) foi um atleta meio-fundista e campeão olímpico britânico, vencedor de duas medalhas de ouro em Paris 1900.

## Biografia
Tysoe era um empregado de fazenda quando começou a mostrar seu talento em corridas na Inglaterra, vencendo corridas em distâncias disputadas entre 100 jardas e uma milha, o que chamou a atenção  do fundador da equipe de atletismo de Salford, sendo convidado a entrar no time, chamado Salford Harrier.

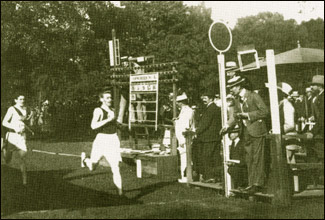
Tysoe vencendo os 800 m olímpicos.

Em seu primeiro ano na equipe, ele venceu as corridas de uma milha e de dez milhas do Campeonato da Associação Atlética Amadora e ajudou a equipe a conquistar o título do Campeonato Nacional de Cross-Country.
Duas semanas antes dos Jogos de Paris, Tysoe quebrou o recorde mundial das 800 jardas, o que o transformou no favorito para a vitória nos 800 m olímpicos, prova que venceu com o tempo de 2m01s2. Nestes Jogos, ele ainda veio a conquistar uma segunda medalha de ouro, integrando uma equipe mista de atletas composta por quatro britânicos,  ele, Charles Bennett, John Rimmer, Sidney Robinson e o australiano, Stan Rowley, que venceu os 5000 m por equipes.
Esta foi sua última temporada nas pistas de atletismo. No começo de 1901 ficou seriamente doente, acometido de pleurisia, e faleceu em outubro, na casa de seu pai, com apenas 27 anos de idade, sendo enterrado em Blackpool.